# Tenebrionidae
Famille
Les Ténébrionides (Tenebrionidae) sont une famille d'insectes comprenant environ 20 000 espèces de Coléoptères de 2 à 80 mm de long, aux types morphologiques variés ressemblant généralement à des Carabidés ou des Chrysomèles.

## Description
Les Tenebrionides tiennent une grande place dans l'écosystème des déserts. Ils sont protégés de la déshydratation par leurs téguments durs et souvent très fortement convexes.
Les téguments souvent noirs (« mélasomes » des anciens auteurs) sont rarement métalliques ; certaines espèces sont rouges, vertes ou bleues et même dépigmentées recouvertes d'enduit blanc chez les espèces désertiques.
La plupart des adultes et leurs larves, longues et cylindriques, sont détritivores, ils se nourrissent de matières végétales sèches ou décomposées, de bois dépérissant ou de champignons, quelques espèces s'attaquent aux plantes vivantes. Peu d'espèces sont carnassières et quelques autres vivent dans les nids des fourmis.
Les traits distinctifs des ténébrions sont leurs antennes, la forme de leurs yeux et le nombre d'articles de chaque tarse.
Les antennes des ténébrions sont composées habituellement de 11 articles filiformes, perlés ou en petite massue. Les yeux sont presque toujours échancrés. Leurs tarses sont de type 5-5-4.
Certains émettent un liquide foncé nauséabond quand ils sont dérangés. Ce liquide colore ensuite les doigts pour quelques jours, comme si on avait touché de la teinture d'iode.

## Répartition
La moitié des espèces vit dans les régions steppiques et désertiques constituant le « fond » de la faune des déserts ; on peut cependant faire plusieurs types éthologiques :
- espèces des régions désertiques (genre Akis) ;
- espèces des régions halophiles du bord de mer (genre Pimelia) ;
- espèces forestières saproxylophages (« boletophages ») ;
- espèces saprophages et nécrophages des lieux humides et sombres des caves (genre Blaps) ;
- espèces des denrées stockées (genre Tribolium).

Certaines espèces du genre Tribolium ont été utilisées en laboratoire pour étudier en écologie les mécanismes de la compétition intraspécifique et la dynamique des populations.

## Liste des sous-familles
- Alleculinae
- Coelometopinae
- Diaperinae
- Lagriinae
- Palorinae
- Phrenapatinae
- Pimeliinae
- Tenebrioninae